# مالورن، ووسترشر
longitudeمالورن، ووسترشرlatitudeمالورن، ووسترشر
مالورن، ووسترشر (به انگلیسی: Malvern, Worcestershire) یک شهرک در بریتانیا است که در ووسترشر واقع شده‌است.

## خصوصیات
مالورن ۳۱٬۰۱۲ نفر جمعیت دارد.

## خواهرخوانده
شهر Mariánské Lázně خواهرخواندهٔ مالورن، ووسترشر هست.